# وقواق الزمرد الإفريقي
وقواق الزمرد الأفريقي (الاسم العلمي: Chrysococcyx cupreus) (بالإنجليزية: African Emerald Cuckoo)‏ هو نوع من الطيور يتبع جنس الوقواق البرونزي من فصيلة طيور الوقواق.